# Wilhelm Thiele
Wilhelm Thiele (* 10. Mai 1890 in Wien; † 7. September 1975 in Woodland Hills; eigentlich Wilhelm Issersohn) war ein österreichisch-amerikanischer Filmregisseur und Drehbuchautor.

## Leben und Karriere
Thiele besuchte das Konservatorium der Gesellschaft der Musikfreunde in Wien und erhielt vom Burgtheater ein Stipendium für eine Schauspielausbildung. In Karlsbad stand er 1909 erstmals auf der Bühne, später trat er in Stuttgart auf. Er war ab 1914 im Kriegsdienst bei den Deutschmeistern in Wien und brachte Revuen für die Truppen zur Aufführung. Nach Kriegsende arbeitete er am Volkstheater München als Theaterregisseur.
1923 begann Thiele mit Das Totenmahl auf Schloß Begalitza seine Karriere als Regisseur. Der Film wurde mehrfach verboten und erst 1925 in einer veränderten Fassung unter dem Titel Das Gesetz der Väter mit Jugendverbot freigegeben. Seine Filme waren zumeist leichte Komödien. Mit Aufkommen des Tonfilms nutzte Thiele als erster deutschsprachiger Regisseur die Musik für seine Arbeit und drehte mit Die Drei von der Tankstelle (1930) sowohl den ersten deutschen Musikfilm wie auch seinen erfolgreichsten Film. Neben der deutschen drehte er auch eine französische Fassung und im Anschluss daran weitere französischsprachige Filme. 
Nach der Machtübernahme der Nationalsozialisten in Deutschland ging Thiele 1933 wegen seiner jüdischen Herkunft ins Ausland. Über England und Österreich gelangte er nach Amerika. Ab 1936 führte er in Hollywood Regie. Erster Film war Die Dschungel-Prinzessin mit Dorothy Lamour, Ray Milland und Akim Tamiroff in den Hauptrollen. Doch konnte er in den USA nicht mehr an seine Erfolge in Europa anknüpfen. Zweimal führte er bei Tarzan-Filmen mit Johnny Weissmuller Regie, einer der Filme war ein Propagandafilm gegen das Dritte Reich. 
1949 wechselte er als einer der ersten Regisseure zum neuen Medium, dem Fernsehen. Ende der 1950er Jahre ging Thiele kurzzeitig zurück nach Deutschland und drehte hier 1960 nochmals zwei Filme: Der letzte Fußgänger mit Heinz Erhardt sowie als letztes Werk Sabine und die 100 Männer, unter anderem mit Yehudi Menuhin und den Berliner Philharmonikern unter Ferenc Fricsay. Dieser Film gilt als ein Zeitdokument der bundesdeutschen Nachkriegszeit. 1974 erhielt Thiele das Filmband in Gold für langjähriges und hervorragendes Wirken im deutschen Film.

## Filmografie
- 1923: Das Totenmahl auf Schloß Begalitza (verboten, Neufassung 1925: Das Gesetz der Väter)
- 1923: Fiat Lux / ...und es ward Licht!
- 1924: Zwei Kinder (nur Drehbuch)
- 1925: Die Insel der Träume (nur Co-Drehbuch)
- 1926: Gräfin Plättmamsell (nur Drehbuch)
- 1926: Die Kleine vom Varieté (nur Drehbuch)
- 1927: Jugendrausch (nur Drehbuch)
- 1927: Die Czardasfürstin
- 1927: Orientexpress
- 1927: Die selige Exzellenz
- 1927: Der Anwalt des Herzens / Die letzten Nächte einer schönen Frau
- 1928: Hurrah! Ich lebe!
- 1928: Die Dame mit der Maske
- 1929: Adieu, Mascotte
- 1930: Liebeswalzer
- 1930: Die Drei von der Tankstelle
- 1930: Le chemin du paradis
- 1931: L'amoureuse aventure
- 1931: La fille et le garçon
- 1931: Die Privatsekretärin
- 1931: Le Bal
- 1931: Der Ball
- 1931: Dactylo
- 1931: Madame hat Ausgang
- 1932: Marry Me
- 1932: Mädchen zum Heiraten
- 1932: Zwei Herzen und ein Schlag
- 1933: Die Fledermaus (Waltz Time)
- 1933: Großfürstin Alexandra
- 1935: Luxusmädel (Lottery Lover)
- 1936: Die Dschungel-Prinzessin (The Jungle Princess)
- 1937: London by Night
- 1937: Carnival in Paris
- 1937: Beg, Borrow or Steal
- 1939: Bad Little Angel
- 1939: Bridal Suite
- 1940: The Ghost Comes Home
- 1942: Tarzan und die Nazis (Tarzan Triumphs)
- 1943: Tarzan, Bezwinger der Wüste (Tarzan's Desert Mystery)
- 1946: The Madonna's Secret
- 1949: The Price of Freedom
- 1950: The Du Pont Story
- 1952–57: Cavalcade of America (Serie)
- 1954–55: Die Texas Ranger (The Lone Ranger, Serie)
- 1960: Der letzte Fußgänger
- 1960: Sabine und die 100 Männer